# Eranthemum strictum
Eranthemum strictum là một loài thực vật có hoa trong họ Ô rô. Loài này được Colebr. ex Roxb. mô tả khoa học đầu tiên năm 1820.